# Tim Borowski
Pour les articles homonymes, voir Borowski.
Tim Borowski est un joueur de football allemand né le 2 mai 1980 à Neubrandenbourg en RDA. Il évoluait au poste de milieu de terrain (1,94 m - 84 kg).
Capable de jouer à tous les postes du milieu de terrain, Tim Borowski est particulièrement réputé pour sa vision du jeu et la précision de ses passes.

## Carrière
Milieu de terrain polyvalent capable d'évoluer comme meneur de jeu ou comme récupérateur de ballon, Borowski a intégré l'équipe première du Werder Brême lors de la saison 2001/2002. Ses qualités techniques, son gabarit ainsi que sa complémentarité avec Johan Micoud ont fait de lui l'une des pièces maîtresses de l'équipe. 
Ses performances lors de la saison 2005/2006 (pendant laquelle il inscrit 10 buts et 11 passes décisives en 31 matches) retinrent l'attention de Jürgen Klinsmann, le sélectionneur de l'équipe nationale allemande. Retenu dans le groupe pour la Coupe du monde 2006, il remplacera lors du premier match, le capitaine et meneur de jeu de la Mannschaft, Michael Ballack. Il participera à toutes les rencontres jusqu'à la demi-finale perdue contre l'Italie. Il ne jouera pas en revanche, le match contre le Portugal pour la troisième place. 
Lors des deux saisons qui suivent, il est souvent blessé et ne peut participer de manière active aux qualifications pour l'Euro 2008. Il est malgré tout retenu par Joachim Löw dans le groupe appelé à disputer la compétition. 
Il est transféré en juillet 2008 au Bayern de Munich. Sa saison sous les couleurs bavaroise se révèlera assez décevante. Si Borowski dispute tout de même 26 matchs (pour 5 buts) en championnat, il n'est que très rarement titulaire (6 fois en tout) et ne participe qu'à quelques bouts de match. À l'issue de la saison, la question de son départ est alors sérieusement envisagée.
Un an après y être parti, il retourne au Werder Brême avec un contrat de 3 ans plus une en option. Le transfert est évalué à 5 M€. Son retour au Werder Brême lui permet de retrouver du temps de jeu lors de la saison 2009/2010. Néanmoins, la saison suivante, une série de blessures (aux chevilles puis aux genoux) l'empêche de réaliser une saison complète. Le 19 septembre 2012, il annonce mettre un terme à sa carrière.

## Palmarès
- 33 sélections et 2 buts avec l'équipe d'Allemagne entre 2002 et 2008.
- Champion d'Allemagne :  2004 (Werder Brême)
- Vainqueur de la Coupe d'Allemagne :  2004 (Werder Brême)

## Vie privée
Il s'est marié avec Lena Mühlbacher le 15 juillet 2006 avec qui il a eu une fille en 2007 et un garçon en 2012.